# شهرستان چاراویماق
شهرستان چاراویماق (چَهارْ اویْماق) (چار به معنی سکه و اویماق به معنی حک کردن، "چاو" به معنی "پول" و "اویماق" به معنی "ضرب" یا کندن است، یعنی محل ضرب سکه و پول) جنوبی‌ترین شهرستان استان آذربایجان شرقی است. مرکز این شهرستان، شهر قره‌آغاج است. این شهرستان دارای یک شهر (مرکز شهرستان: شهر قره‌آغاج) و دو بخش به نام‌های بخش مرکزی و بخش شادیان است.
شهرستان چاراویماق با ۳۱٬۰۷۱ نفر جمعیت در سال ۱۳۹۵ خورشیدی، دومین شهرستان کم‌جمعیت استان آذربایجان شرقی است؛ در عین حال با ۳٬۲۰۸٫۱۲ کیلومتر مربع مساحت، چهارمین شهرستان وسیع استان محسوب می‌شود و همین امر، تراکم بسیار پایین جمعیت را در این شهرستان در مقایسه با دیگر شهرستان‌های این استان سبب شده‌است.
شهرستان چاراویماق از سمت شمال به شهرستان هشترود، از سمت شمال‌شرق به شهرستان میانه، از سمت شمال‌غرب به شهرستان مراغه، از سمت جنوب‌شرق به شهرستان ماه‌نشان (استان زنجان) و از سمت‌های جنوب و ‌غرب به ترتیب به شهرستان‌های تکاب و باروق (استان آذربایجان غربی) محدود شده است.
فاصلهٔ مرکز شهرستان چاراویماق (شهر قره‌آغاج) با هشترود: ۶۵ کیلومتر، با میانه: ۷۵ کیلومتر، با مراغه: ۱۰۰ کیلومتر و با تبریز: ۱۹۳ کیلومتر است.

## وجه تسمیه
«چاراویماق» مخفف «چهار اویماق» است؛ چرا که در گذشته با توجه به شرایط مساعد جهت کشاورزی و دامداری در این منطقه، چهار طایفه به چاراویماق فعلی مهاجرت کرده و در آن ساکن شده‌اند. امروزه طوایف شاهسون، حاج‌آلو، حیدرلو، موصالی و قره‌داغ و زارعی و عطائی در این منطقه سکونت دارند.

## تاریخچه
در تقسیمات کشوری جدید ایران که در سال ۱۳۱۶ خورشیدی شکل گرفت، چاراویماق یکی از دهستان‌های بخش هشترود (سراسکند) شد. منطقهٔ چاراویماق در سال در ۲۰ آبان ۱۳۲۶ خورشیدی تبدیل به بخشی در تابعیت شهرستان مراغه شد. این بخش در سال ۱۳۵۵ خورشیدی به شهرستان هشترود ملحق گردید و نهایتاً در تاریخ ۱۶ شهریور ۱۳۷۹ خورشیدی به درجهٔ شهرستان ارتقا یافت.
منطقهٔ چاراویماق پیش از سال ۱۳۱۶ خورشیدی، یکی از حاکم‌نشین‌های بزرگ آذربایجان محسوب می‌شده و مرکزیت آن در روستای سریک قرار داشته که بعداً به قره‌آغاج منتقل شد.
تپه باستانی واقع در ضلع جنوب‌شرقی شهر قره‌آغاج یکی از اصلی‌ترین آثار تاریخی شهرستان چاراویماق محسوب می‌شود. بررسی‌های انجام شده و آثار کشف شده از این مکان، پیشینهٔ ۸۰۰ سالهٔ سکونت دراین منطقه را نشان می‌دهند.

## مکان های دیدنی چاراویماق
چاراویماق مکان‌های دیدنی زیادی داشته و دارای چندین آب گرم طبیعی در روستاهای منیشگه، آبگرم و حمام است که به دلیل عدم وجود جاده، دسترسی به آن‌ها کار آسانی نیست  چشمه جادویی پیرسقا در این شهرستان قرار دارد. آب این چشمه روزی چند بار جاری و بعد خشک می‌شود که البته هنوز علت دقیق این پدیده نادر مشخص نیست.
یکی از زیباترین مناطق گردشگری این منطقه، سد خرم درق است. از دیگر مناطقی دیدنی آن می‌توان به رودخانه‌های آیدوغموش و رودخانه گلویران اشاره کرد.

## تقسیمات کشوری
- بخش مرکزی شهرستان چاراویماق
  - دهستان چاراویماق مرکزی
  - دهستان چاراویماق جنوب غربی
  - دهستان قوری‌چای شرقی
  - دهستان ورقه

شهرها: قره‌آغاج
- بخش شادیان
  - دهستان چاراویماق جنوب شرقی
  - دهستان چاراویماق شرقی

## پایگاه های خبری رسمی
در سال ۱۴۰۱، اولین پایگاه خبری چاراویماق با مجوز رسمی، توسط محمد حمزه راه اندازی شد.
- پایگاه خبری چاراویماق | صاحب امتیاز: محمد حمزه